# Мильштейн, Цви
Цви (Григорий Исаакович) Мильштейн (фр. Zwy Milshtein, варианты имени: Zwi, Zvi, Zvy; 25 июня 1934, Кишинёв, Бессарабия — 29 января 2020, Париж) — французский художник, гравёр и писатель, драматург.

## Биография
Родился в 1934 году в Кишинёве в семье бухгалтера, директора оргеевского ссудо-сберегательного товарищества, затем управляющего Кишинёвским кооперативным банком Исаака Абрамовича Мильштейна (1890—1942), уроженца Оргеева, и счетовода Ривы Давидовны Розенфельд (1900—?). Отец был региональным директором Джойнт в Бессарабии и уполномоченным по Балканским странам. После присоединения Бессарабии к СССР 9 июля 1940 года отец был арестован, 2 ноября осуждён на восемь лет ИТЛ и умер 13 апреля 1942 года в Ивдельлаге.
В 1941—1945 годах — с матерью и братом Давидом (1928) в эвакуации: сначала в Ждановске, потом в Тбилиси (двоюродная сестра матери Эмилия Гельман была замужем за первым секретарём обкома КП(б) Абхазской АССР Акакием Мгеладзе и Мильштейны жили в их тбилисском доме). В 1943—1944 годах обучался рисованию во Дворце пионеров в Тбилиси. В 1945 году как бывшие румынские подданные выехали в Румынию (брал уроки живописи у Джордже Штефанеску в Бухаресте), оттуда в 1947 году на Кипр (брал уроки ваяния у Зеева Бен-Цви).
С 1948 года — в Израиле (учился у Гиты Райтлер, Аарона Авни, Мордехая Ардона и Моше Мокади), где в 1954 году состоялась первая персональная выставка (Тель-Авив). С 1955 года Цви Мильштейн жил во Франции (Париж).
Работал в стиле экспрессионизма. Цикл графических работ по мотивам «Мастера и Маргариты» М. А. Булгакова.
В 1997 году работы Мильштейна были отобраны для празднования двухсотлетия со дня рождения Ханса Кристиана Андерсена в Дании. Выставки Цви Мильштейна прошли с 26 мая по 26 июня 2000 года в Музее русского искусства (живопись) и во Французском культурном центре (графика) в Киеве.
Автор иллюстрированных детских книг, эссеистики, двух романов («Le rire du chat» и «Le Chant du chien») и пьесы «Le Chant du chien» (поставлена Валерием Дековским в парижском Espace Rachi в сезоне 2005—2006), переведённых на польский язык.

## Издания
- Milshtein. Gallerie Katia Granoff. Париж, 1964.
- Dossier Louise. The Louse File. Текст и литографии Цви Мильштейна. Edité par Ferdinand roten galleries, 1969.
- 22 gravures originales au format timbre-poste. Париж: Edité par S. l, 1972.
- Le rire du chat (роман). Париж: Edité par Dauphin, 1978.
- Caillois debailleux Granoff… Париж, 1984.
- Zwy Milshtein. Париж: Edité par Avila, 1984.
- Milshtein. Passeport. Париж: Fragments, 1992.
- Koci chichot (на польском языке, см. здесь). Варшава: SIC!, 1997.
- Le Chant du chien (эпистолярный роман, см. здесь). Париж: Editions Cercle d’Art, 2000.
- Milshtein: petites confidences (каталог выставки в Cergy-Pontoise, Hôtel d’agglomération). Париж: Area, 2000.
- Zwy Milshtein (каталог). Париж: Edité par Cercle d’art, 2001.
- Zwy Milshtein (каталог выставки в Польше, см. здесь (недоступная ссылка)). Państwowa Galeria Sztuki w Sopocie, 2001.
- Śpiew psa (перевод романа «Le Chant du chien» на польский язык). Варшава: TWÓJ STY, 2003.

## Галерея
- Фотопортрет художника
- Видеопрезентация картин художника на советскую тематику (4 страницы)
- Галерея из 40 работ (французская версия)
- Галерея из 40 работ (английская версия) (недоступная ссылка)
- Восемь работ художника (London Arts Group)
- Четыре работы на Artnet
- Семь работ (Zvi Milshtein)
- Le petit noeud rouge (Zvy Milshtein) (недоступная ссылка)
- Биография, картины, выставки (французский)
- Биография, картины, выставки (английский) (недоступная ссылка)
- Галерея на artfacts.net (недоступная ссылка)
- Выставка в оранжерее Люксембургского сада (с видеопрезентацией работ, 2007)
- О выставке в Париже. Дата обращения: 22 марта 2008. Архивировано 12 октября 2007 года.
- О выставке художника (на польском языке). Дата обращения: 22 марта 2008. Архивировано 18 февраля 2007 года.
- Обзоры в прессе (с фотографиями, 3 страницы)
- Выставка в Лионе (2006)
- Выставка в оранжерее Сената (2007)